# Anders Winnerskjold
Anders Winnerskjold (født 27. september 1992 i Aarhus) er en dansk politolog og politiker, der fra 6. november 2024 er borgmester i Aarhus Kommune, valgt for Socialdemokratiet. Fra januar 2022 til sin tiltræden som borgmester var han rådmand for sociale forhold og beskæftigelse.
Winnerskjold er født på Fødselsstiftelsen i Aarhus og er vokset op i Åbyhøj, hvor han i dag bor med sin kæreste og parrets datter (født 2024). Han er student fra Århus Statsgymnasium i 2012 og blev i 2020 cand.scient.pol. fra Aarhus Universitet.
Han blev medlem af Aarhus Byråd i 2018 efter et valg, hvor han med 2.721 personlige stemmer kun blev overgået af borgmester Jacob Bundsgaard i personligt stemmetal. Efter valget blev han politisk ordfører for partiet. Ved valget i 2021 fik han 4.861 personlige stemmer og blev dermed igen nr. 2 på den socialdemokratiske liste. Herefter blev han rådmand i magistratsafdelingen for sociale forhold og beskæftigelse. Han anses ifølge Århus Stiftstidende for at være kronprins i partiet og det mest sandsynlige bud på en borgmester efter Jacob Bundsgaard. Den 24. oktober 2024 meddeltes det, at han er indstillet som ny borgmester.